# Tommaso Leccisotti
Tommaso Leccisotti (Torremaggiore, 12 ottobre 1895 – Montecassino, 3 gennaio 1982) è stato un presbitero, storico e archivista italiano.

## Biografia
Tommaso Leccisotti, sacerdote, archivista dell'Abbazia di  Montecassino, è nato a Torremaggiore (Foggia) il 12 ottobre 1895. La sua figura ha dato lustro sia all'Ordine di San Benedetto sia alla cittadina di Torremaggiore, per la sua fede e la sua abnegazione nell'attività di ricerca storico-religiosa. 
Tommaso Leccisotti era il primogenito di dieci figli. Completate le scuole elementari a Torremaggiore, trascorse un anno presso il Collegio Massimo di Roma e in seguito completò gli studi superiori presso il Collegio di Montecassino conseguendo la maturità classica presso il Liceo Tulliano di Arpino. 
La vocazione religiosa lo fece entrare nel Monastero di Montecassino ove intraprese il Noviziato nell'ottobre del 1914. Il 23 aprile 1915 fu chiamato alle armi: all'epoca i religiosi non erano esenti dal servizio militare. Dopo un corso alla Accademia Militare di Modena, venne inviato al fronte col grado di Sottotenente di Fanteria. Congedato nel 1919, fu consacrato sacerdote nel 1922. Conseguì la Laurea in Sacra Teologia nel 1924 presso il Collegio Internazionale di Sant'Anselmo in Roma e la Laurea in Lettere nel 1925 presso l'Università degli studi di Roma "La Sapienza". 
Presso il monastero cassinese fu subito nominato bibliotecario, completando il catalogo librario che in seguito verrà distrutto dai bombardamenti della Seconda guerra mondiale. Fu insegnante presso il Collegio e Direttore del Noviziato e del Seminario. Nel 1933, per circa un anno, fu collaboratore dell'Arcivescovo di Milano Cardinale Ildefonso Schuster. Tornato a Montecassino, iniziò a tempo pieno la sua attività di storico. 
Nell'ottobre del 1943, a causa degli eventi bellici che rasero al suolo l'Abbazia Cassinese, fu costretto a trasferirsi a Roma presso la Basilica di San Paolo fuori le mura. A Roma fondò la rivista monastica Benedectina. Nel 1956 ritornò a Montecassino; nominato archivista, prese a riordinare il distrutto archivio. L'immane lavoro portò alla realizzazione di un inventario di ben 11 volumi dal titolo: I Regesti dell'Archivio, una guida attuale ancora oggi. 
Dal 1956 fino alla morte avvenuta il 3 gennaio 1982, nonostante le sue cagionevoli condizioni di salute, lavorò alla stesura di decine di volumi riguardanti la storia del monachesimo, la biografia dei cardinali benedettini Dusmet e Schuster, rispettivamente arcivescovi di Catania e Milano, scrisse decine di articoli pubblicati sulla sua rivista Benedectina e su numerose altre riviste scientifiche. 
Le sue opere maggiori sono: Le colonie Cassinesi in Capitanata, Congregationis S. Iustinae de Padua O.S.B. Ordinationes Capitulorum Generalium, Codex Diplomaticus Caietanus, Montecassino. Inoltre scrisse numerosi volumi ed articoli di ricerca storica sulla diocesi cassinese, sull'Archivio di Montecassino, su San Benedetto e il monachesimo italico e sulla storia della Congregazione Cassinese. 
Non dimenticò la sua Puglia: infatti, scrisse numerosi articoli sulla Puglia monastica, medievale e moderna, nonché il volume Monasterium Terrae Maioris, una pietra miliare riguardo alla storia di Torremaggiore. Pubblicò anche un volumetto su Luigi Rossi (1597-1653), compositore nativo di Torremaggiore, fondatore della cantata da camera, attivo a Parigi e a Roma, e un articolo su Archivio Storico Pugliese dal titolo Episodi del 1848 a Torremaggiore. 
La Città di Torremaggiore ha dedicato un'ampia strada e l'Istituto Tecnico Commerciale a don Tommaso Leccisotti, ed è attivo un Centro Culturale a lui intitolato che da anni opera nel settore culturale.